# Tere Naam
Tere Naam (Hindi: तेरे नाम, Urdu: تیرے نام, wörtl.: In deinem Namen) ist ein Bollywood-Film, der in Indien 2003 erschienen ist.
Die Story basiert auf einer wahren Liebesgeschichte und wurde bereits in drei Sprachen unter verschiedenen Titeln verfilmt: Sethu in Tamil, Seshu in Telugu und Huccha in Kannada.

## Handlung
Der ehemalige Student Radhe Mohan (Salman Khan) regiert im College Jahre nach dem Abschluss wie zuvor. Er geht brutal gegen Kriminelle und Rowdys vor und gilt in der Stadt wie im College dank seines starken Gerechtigkeitsgefühls als Robin Hood. Doch als er die neue Studentin Nirjara (Bhoomika Chawla) trifft, zeigt er auch seine romantische Seite. Nirjara gehört zur obersten Kaste – den Brahmanen, sie ist die Tochter eines Priesters, und jede Art der Gewalttätigkeit ist ihr fremd. Sie gewinnt Radhes Herz mit ihrer Anmut und ihrer Einfachheit,  doch seine Brutalität schreckt sie ab. Außerdem ist sie dem Rameshwar (Ravi Kishan) versprochen, der auch zu ihrer Kaste gehört. Radhe bedroht Nirjaras Verlobten und versucht mit ihr über seine Gefühle zu reden, doch sie weist ihn immer wieder zurück.
Als Rameshwar Radhe bei seinem verzweifelten Gebet beobachtet und sieht, wie Radhe Nirjaras Schwester aus einer komplizierten Situation herausholt, fängt er an Radhe zu schätzen und öffnet auch der Nirjara die Augen. Es wird ihr klar, dass sie Radhe auch sehr mag, und sie ist bereit das Herz für seine Liebe zu öffnen. Radhe hat aber bereits die Hoffnung verloren und versucht, das Problem auf seine übliche Art zu lösen – mit Gewalt. Er entführt Nirjara und hat endlich die Gelegenheit, mit ihr zu sprechen. Trotz des Schreckens, den er ihr dabei einjagt, erwidert Nirjara seine Gefühle.
Doch das Glück ist zu kurz, und die Geschichte nimmt eine traurige Wende – Radhe wird verprügelt, erleidet dadurch einen Hirnschaden und wird in eine Irrenanstalt eingeliefert.

## Auszeichnungen
Acht Nominierungen bei den Filmfare Awards 2004.
Sechs Nominierungen bei den Screen Awards 2004.
- Beste Musik – Himesh Reshammiya (gewonnen)

Sieben Nominierungen bei den Zee Cine Awards 2004.
- Popular Award/Best Music Director – Himesh Reshammiya (gewonnen)
- Popular Award/Best Newcomer (Female) – Bhoomika Chawla (gewonnen)
- Technical Award/Best Background Score – Vicky Goswami (gewonnen)